# Boeing YQM-94
El Boeing YQM-94 B-Gull (también llamado Compass Cope B) fue un dron de desarrollo de reconocimiento aéreo, desarrollado por Boeing. Podía despegar y aterrizar desde una pista como un avión tripulado, y operar a gran altitud hasta 24 horas para realizar tareas de vigilancia aérea, relé de comunicaciones o recogida de muestras atmosféricas.

## Diseño y desarrollo
Compass Cope fue un programa iniciado por la Fuerza Aérea de los Estados Unidos (USAF) en 1971, para desarrollar un moderno dron de reconocimiento que pudiera despegar y aterrizar desde una pista como un avión tripulado, y operar a gran altura hasta 24 horas para proporcionar vigilancia, relé de comunicaciones, o recogida de muestras atmosféricas. Dos aviones, el Boeing YQM-94 Compass Cope B, y el Ryan Aeronautical YQM-98A Compass Cope R, participaron en el programa. 
Boeing fue seleccionada inicialmente como única opción del programa Compass Cope, concediendo la USAF a la compañía un contrato por dos vehículos demostradores YQM-94A (más tarde YGQM-94A), en 1971. Sin embargo, Ryan presentó una alternativa, y el año siguiente la USAF concedió a Ryan un contrato también por dos demostradores YQM-98A (más tarde YGQM-98A).
```
El Boeing 
YQM-94A
 es un monoplano de ala alta cantilever, básicamente un 
planeador
 a reacción, con largas alas rectas, una cola de aletas dobles, 
tren de aterrizaje
 triciclo retráctil, y un 
turborreactor
 albergado en un contenedor en su lomo. El motor era un General Electric YJ97-GE-100 que proporcionaba 2390 kg de empuje. El 
YQM-94A
 fue construido usando aluminio y fibra de vidrio. La mitad inferior del 
fuselaje
 de sección circular era de panal de abeja de fibra de vidrio, el mismo material usado para los 
radomos
. Las alas del 
YQM-94A
 estaban construidas de panal de abeja recubierto de aluminio con un núcleo de fibra de vidrio que aislaba los depósitos de combustible del frío existente a las altitudes a las que volaba.
[
1
]
```

Como el YQM-94A era un demostrador, usó algunos componentes ya probados para reducir costes. El enlace de datos estaba basado en el radar de banda X AN/TPW-2A. El sistema de control de vuelo estaba derivado de un sistema desarrollado por la Sperry Corporation para el Beechcraft QU-22B Pave Eagle. El Compass Cope B era controlado remotamente desde tierra sin capacidad de guiado autónomo. Una cámara de televisión en el morro le permitía ser volado remotamente por un piloto en tierra. El tren de aterrizaje del YQM-94 provenía de un Rockwell Commander. El fuselaje del YQM-94 quedaba más bajo que el del Rockwell Commander, así que Boeing lo usó como sistema deflector. A medida que el avión se asentaba sobre su rueda de morro especialmente reforzada, el ala se colocaba en un ángulo de ataque negativo.
El sistema de control remoto fue probado usando un avión Cessna 172 en un periodo de diez meses. Boeing eligió el Cesnna 172 porque su velocidad de aproximación y carga alar eran parecidos a los del YQM-94. A finales de 1971, el sistema de control remoto del YQM-94 había sido probado en 150 vuelos, usando ocho pilotos remotos diferentes para controlar al Cessna 172. Noventa de estos vuelos se realizaron de noche, con un sistema de televisión de bajo nivel de luz. Un piloto se seguridad estaba a bordo del Cessna 172 cuando era volado remotamente desde tierra. En tres ocasiones, este piloto tomó control manual del Cessna para evitar colisiones con otros aviones y durante un fallo del sistema de control remoto.
El vuelo inicial del primer demostrador YQM-94A fue el 28 de julio de 1973, en la Base de la Fuerza Aérea Edwards. Este avión se estrelló en su segundo vuelo el 4 de agosto de 1973. El prototipo se perdió porque una pieza dañada del aislamiento Mylar causó un cortocircuito eléctrico en un acelerómetro del timón. Las señales erróneas generadas por este acelerómetro causaron movimientos de cola aleatorios. Este problema se unió a una indicación errónea de la velocidad del aire al piloto terrestre y a un problema de control, porque el ala izquierda era más pesada de lo que debería haber sido. Estos problemas resultaron en un aterrizaje duro que causó daños irreparables en el primer prototipo.
El segundo demostrador realizó su primer vuelo el 2 de noviembre de 1974, y completó el programa de evaluación. Las últimas pruebas de este avión incluyeron un exitoso vuelo de permanencia de 17 horas y 24 minutos a altitudes de más de 16800 m. Este avión fue retirado al Museo Nacional de la Fuerza Aérea de Estados Unidos en septiembre de 1979.
La entrada de Ryan en la competición era una variante modernizada del Model 154/AQM-91 Firefly, llamada Model 235. El vuelo inicial del primer demostrador Compass Cope R fue en agosto de 1974. Sin embargo, el Boeing Compass Cope B ganó la competición en agosto de 1976 sobre la base de su menor coste, concediéndosele un contrato a la compañía para construir prototipos de preproducción del UAV operativo YQM-94B.
Ya que la evaluación de los prototipos Compass Cope había mostrado que el Ryan YQM-98 era superior en algunos aspectos al Boeing YQM-94A, Ryan reclamó la concesión. No sirvió de nada, ya que todo el programa Compass Cope fue cancelado en julio de 1977, aparentemente debido a dificultades en desarrollar cargas de sensores para el avión.

## Variantes
YQM-94A
Prototipo demostrador UAV, dos construidos.
YQM-94B
Versión de preproducción, no construido.

## Operadores
Estados Unidos
- Fuerza Aérea de los Estados Unidos

## Especificaciones
Referencia datos: Jane's All the World's Aircraft 1973-74

### Características generales
- Longitud: 12,80 m
- Envergadura: 27,43 m
- Peso cargado: 5897 kg
- Planta motriz: 1× turborreactor sin poscombustión General Electric J97-GE-100.
  - Empuje normal: 23,4 kN (5270 lbf) de empuje.

### Rendimiento
- Alcance: 30 h
- Techo de vuelo: 21340 m (70000 pies)

### Aeronaves similares
- Ryan YQM-98

### Secuencias de designación
- Secuencia M- (Misiles y drones estadounidenses (1962-actualidad)): ← AQM-91 - FIM-92/AIM-92 - XQM-93 - YQM-94 - AIM-95 - UGM-96 - AIM-97 →